# Kurarua obscura
Kurarua obscura là một loài bọ cánh cứng trong họ Cerambycidae.